# 南湖山薰香
南湖山薰香（学名：Oreomyrrhis nanhuensis）为繖形科山薰香屬下的一个种。